# خوان كروز كابروف
خوان كروز كابروف (بالإسبانية: Juan Cruz Kaprof)‏ (12 مارس 1995 ببوينس آيرس في الأرجنتين - ) هو لاعب كرة قدم أرجنتيني في مركز الهجوم. لعب مع ريفر بليت ونادي ميتز.

## روابط خارجية
- خوان كروز كابروف على موقع قاعدة بيانات كرة القدم.إي يو (الإنجليزية)
- خوان كروز كابروف على موقع Soccerway.com (الإنجليزية)
- خوان كروز كابروف على موقع AS.com (الإسبانية)